# Хајрандил султанија
Хасеки Хајрандил султанија (2. новембар 1846 — 26. новембар 1898) била је жена Османског султана Абдул Азиза и мајка последњег османског халифа Абдулмеџида II.
Била је последња мајка султанија Османског царства и владала је све до своје смрти 26. новембра 1898. године.